# جرج فردریک هندل
جرج فردریک هندل یا گئورگ فریدریش هِندل (به آلمانی: Georg Friedrich Händel)‏ (۲۳ فوریه ۱۶۸۵ – ۱۴ آوریل ۱۷۵۹) آهنگساز آلمانی و انگلیسیِ اواخر دورهٔ باروک بود که عمده معروفیتش به‌خاطر اپراها، اوراتوریوها، و کنسرتوهای ارگ به‌جامانده از اوست.
هندل در شهر هالهٔ آلمان زاده شد. پدرش آرایشگر-پزشک بود و هنگام تولد او ۶۳ سال سن داشت. او از موسیقی بیزار بود و آرزو داشت جرج وکیل شود.
وی تحصیلات موسیقی خود را در سال ۱۶۹۴ با ویلهلم زاخو، آهنگساز و نوازندهٔ ارگ آغاز کرد. در جوانی نوازندهٔ دوم ویلن و آهنگساز اپرای هامبورگ بود.
به انگلستان رفت و در آن‌جا اقامت کرد، پس از مدتی دربار بریتانیا به کار وی علاقه‌مند شد. او از این پس مورد توجه دربار بود و به عنوان آهنگسازی معروف شهرت یافت.
هندل ترجیح می‌داد همواره در مجامع عمومی تنها با چهرهٔ گریم شده و لباسی فانتزی دیده شود.
از نظر شخصیت خلاف عرف جامعه‌اش بود. اما این نکته را نیز نباید از یاد برد که وی در این ویژگی تنها نبود. باخ و بتهوون و برامس نیز در قابلیت تحریک‌پذیری شهرت داشتند.
در سال ۱۷۵۱ عمل جراحی بر روی چشمش انجام شد که ناموفق بود و منجر به نابینایی او در سال‌های پایانی عمرش شد. او در ۱۴ آوریل ۱۷۵۹ در لندن درگذشت. محل دفن وی کلیسای وست‌مینستر می باشد.
وی سمفونی (مسیحا) را به نفع نهادهای خیریه از جمله بیمارستان‌ها و یتیم‌خانه‌ها نواخت. مسیحیان جهان به هنگام کریسمس و عید پاک با این اثر شکوهمند جشن می‌گیرند.
سرود زیبای لیگ قهرمانان اروپا، از اثر هندل که برای تاجگذاری شاه جورج دوم ساخته‌است اقتباس شده و در سال ۱۹۹۲ با تغییراتی در اثر، توسط تونی بریتن Tony Britten آهنگساز انگلیسی اجرا شده‌است.

## یادگارهای هنری
- شیرویه پادشاه ایران
- جولیو چزاره یا ژولیوس سزار Giulio Cesare
- تامرلانو یا تیمور لنگ Tamerlano
- رودلیندا Rodelinda